# Violet Kajubiri
Tiến sĩ Violet Kajubiri Froelich từng là Tổng thư ký của Câu lạc bộ Động vật hoang dã ở Uganda. Cô cũng là em gái của Uganda tịch Yoweri Museveni.